# San Millán/Donemiliaga
San Millán (Basque: Donemiliaga) là một đô thị trong tỉnh Araba (Álava), thuộc Xứ Basque, phía bắc Tây Ban Nha. 
Đô thị này cách thủ phủ Victoria 28 km, diện tích là 85,41 km², dân số 744 người (INE 2007) với mật độ 8,71 người/km². Mã số bưu chính là 01208